# Спілка християнських письменників України
Спілка християнських письменників України (СХПУ) — всеукраїнська творча громадська організація, що об'єднує літераторів: прозаїків, поетів, драматургів та публіцистів, які пишуть на християнську тематику. Спілка діє в 16 областях України та налічує 92 члена.

## Історія та завдання
Спілка утворена 28 січня 2007 р. в Києві на Першій установчій конференції. Головою Спілки було обрано Костянтина Шаповалова — старшого пастора церкви «Ранкова Зірка», письменника, автора 20 книг.
Спілка має 16 осередків у 14 областях України, а також у містах Київ та Севастополь.
Спілка є членом Української Міжцерковної Ради та Українського Євангелічного Альянсу.
Основними завданнями СХПУ є:
1. Об'єднання християнських авторів спільними стратегічними планами з метою якомога ефективнішого професійного зростання, пропагування християнських цінностей та моралі в українському суспільстві засобами художнього слова.

2. Сприяння формуванню української християнської інтелігенції, яка б впливала на духовні та соціальні процеси в суспільстві. 
«Творчо обдаровані християни мають величезний потенціал, щоб впливати на формування християнської національної ідеї та духовності нації, використовуючи універсальну мову мистецтва та майстерність слова. Поки літературні, творчі дари в сучасних церквах перебувають у нерозвиненому стані, світ активно використовує ці дари, насаджуючи викривлені цінності». Костянтин Шаповалов

## Діяльність

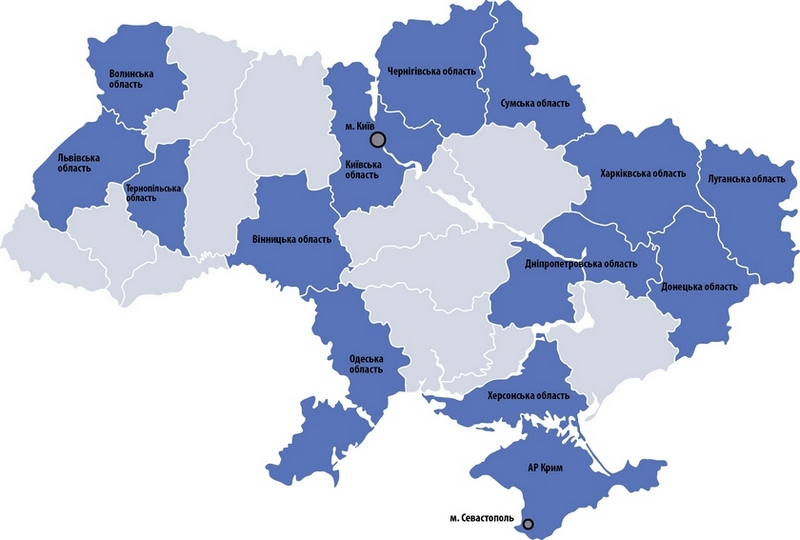
Осередки СХПУ

СХПУ поширює та популяризує твори вітчизняних християнських авторів, підіймаючи їх авторитет серед української громадськості.
Уся діяльність СХПУ спрямована на створення якісно нового рівня християнської інтелігенції (літературної у тому числі) та на її об'єднання з метою формування моральних принципів у суспільстві, на захист та поширення християнських цінностей і світогляду. За висловом члена СХПУ Євгена Заплетнюка, Спілка християнських письменників України «створена для об'єднання християн з однією метою — відкрити світові Христа».
Члени Спілки християнських письменників України проводять уроки духовності в навчальних закладах, літературно-поетичні вечори до визначних і святкових дат, літературні зустрічі в навчальних закладах, бібліотеках, радіо та телебаченні.

## Система нагород СХПУ
За значний внесок у поширення християнських цінностей через літературний дар на I-му З'їзді у 2009 році СХПУ започаткувала і ввела звання «Заслужений діяч християнської літератури України», а також ряд орденів та медалей.

## Номінація «Людина року в українському християнстві»
У 2007 році СХПУ ініціювала проведення щорічного Всеукраїнського конкурсу на звання «Людина року в українському християнстві». Номінацію було введено для виявлення та заохочення достойних людей, що сповідують християнську віру і зробили найбільший внесок у поширення християнських моральних цінностей в Україні. Переможця обирають голови та ієрархи всіх християнських об'єднань та деномінацій України.
Переможці в номінації:
2007 р. — Катерина Михайлівна Ющенко — голова наглядової ради Міжнародного благодійного фонду «Україна 3000»,
2008 р.– Віктор Андрійович Ющенко, 3-й Президент України.
2009 р.– Михайло Жар (отець Лонгін) — архімандрит, настоятель Свято-Вознесенського монастиря УПЦ МП у Чернівецькій області.
2010 р.– Роман Іванович Корнійко — президент Міжнародної благодійної фундації «Отчий Дім», Президент Альянсу «Україна без сиріт».
2011 р.– Без переможця.
2012 р.– Блаженніший Митрополит Київський і всієї України Володимир — Предстоятель УПЦ МП.
2013 р.– Блаженніший Патріарх Київський і всієї Руси-України Філарет — Предстоятель УПЦ КП.
2014 р.– Ростислав Олександрович Крижановський — академік, ректор ХГЕУ, засновник та перший Голова Українського Євангелічного Альянсу.
2015 р.– Павло Якимович Унгурян — народний депутат України 6 і 8 скликань, голова міжфракційного депутатського об'єднання «За духовність, моральність та здоров'я України», заступник голови Спеціальної комісії ВР України з питань бюджету, голова ВГО «Спілка молодих християн України», член Постійної делегації у ПАРЄ.

## Фестивалі та конкурси

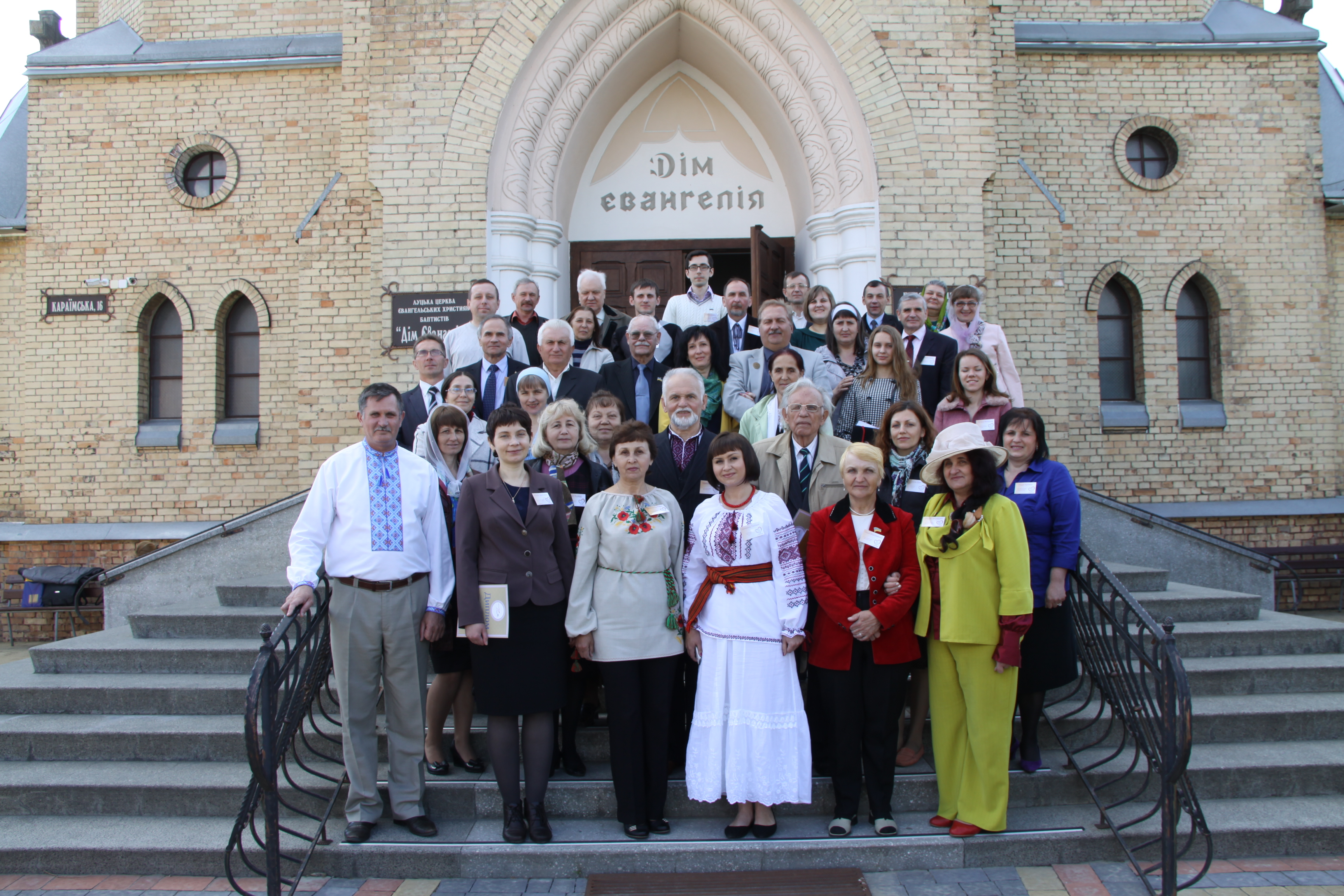
Учасники фестивальної частини Першого всеукраїнського конкурсу Якова Бузинного «Жива вода на рани України», 1-2 травня, 2015 р., м. Луцьк

СХПУ організувала та провела ряд Всеукраїнських літературних фестивалів та конкурсів.
2007 рік — I-й Всеукраїнський міжконфесійний Фестиваль християнської поезії (м. Київ).
2010 рік — II-й Всеукраїнський Фестиваль християнської поезії.
2011 рік — I-й Всеукраїнський Фестиваль християнської малої прози.
2012 рік — I-й Всеукраїнський Фестиваль публіцистики «Церква та суспільство — новий виклик».
2012 рік — Конкурс на найкращу публіцистичну роботу.
2015 рік — Перший всеукраїнський конкурс Якова Бузинного «Жива вода на рани України» (м. Луцьк, 1-2 травня) Організатор — Волинський осередок СХПУ, голова осередку Юрій Вавринюк.
2016 рік — Другий всеукраїнський конкурс Якова Бузинного  «Збережемо сім'ю — захистимо християнське майбутнє» (Львів, 13-14 травня). Організатор — Львівський осередок СХВУ.